# Scania L-Серії
DSC 11.79

DSC 12.02

DSC 12.01

DSC 12.05

DT 12.08

DT 12.02

DSC 14.15

Scania L-Серії (англ. Scania L-Series) — це вантажні автомобілі, що виробляються компанією Scania з 1995 року.

## Інформація
Автомобіль Scania L найчастіше відносять до середнього тоннажу, враховуючи габарити. Багато в чому автомобіль має подібності з автомобілями Scania P-Серії і Scania R-Серії. Перший час автомобіль вироблявся з капотною кабіною, в даний час автомобіль виробляється з безкапотною кабіною.
Завдяки габаритам, водієві зручно заходити і виходити з автомобіля. У сучасних Scania L кабіна обладнана трьома пасажирськими сидіннями, причому двоє середніх розташовані між основним пасажирським і водійським на моторному тунелі. Вхід мінімізує колінні і ручні навантаження. У разі, якщо машина на стоянковому гальмі, передня пневматична підвіска опускається на 100 мм.
Кабіни поділяють на низьку, середню і високу, причому жодна з них не обладнана спальним місцем. Потужності двигунів складають від 220 до 360 к. с.

## Модельний ряд
- 114L/340
- 114L/380
- 124L/360
- 124L/400
- 124L/420
- 124L/440
- 124L/470
- 144L/460
- 144L/530